# Audi TT

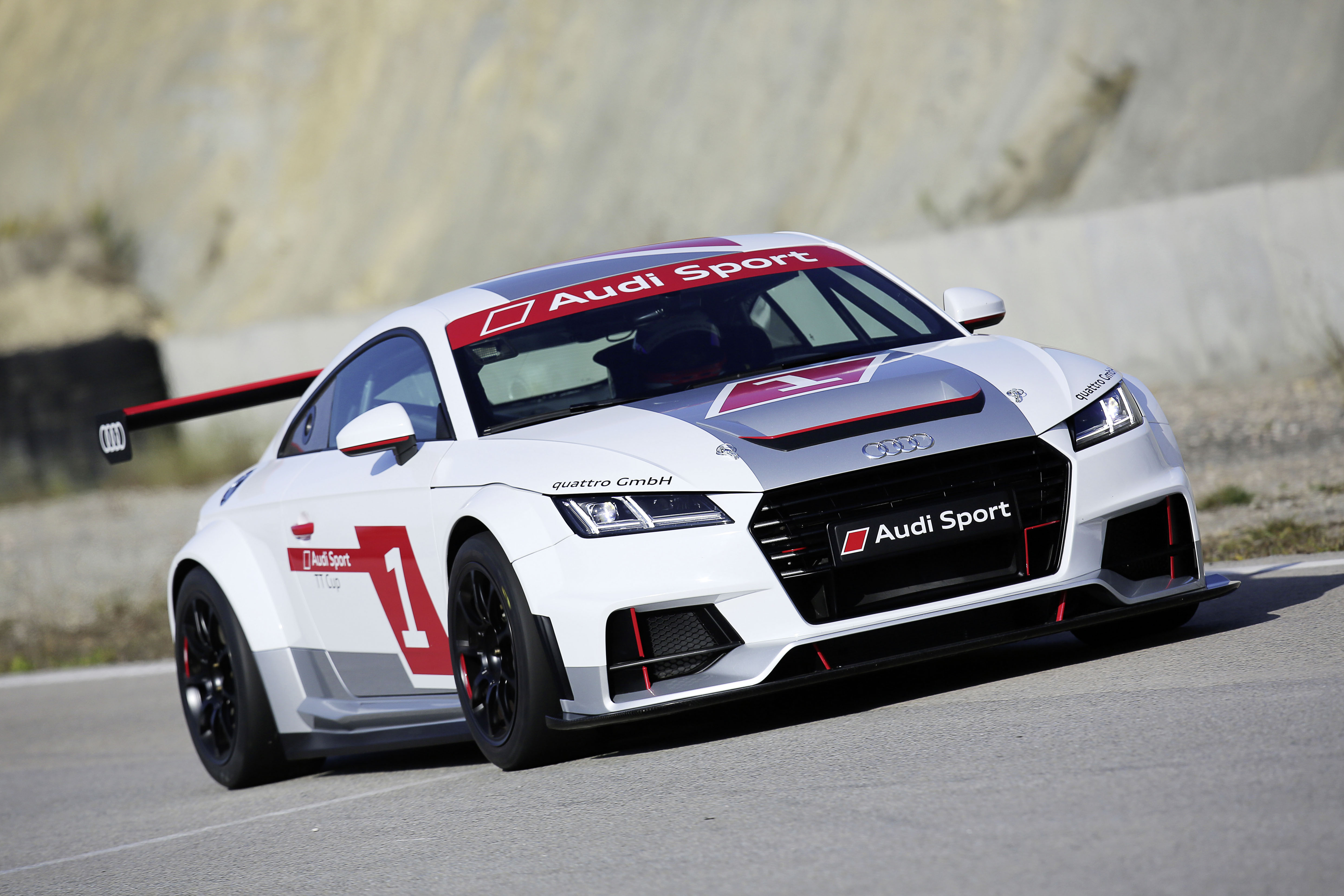
Гоночный Audi TT (TT Cup)

Audi TT — компактное купе немецкой компании Audi. Выпускался с 1998 года до 2023 года в городе Дьёре, Венгрия. Своё название получило от модели NSU Prinz TT который был поглощён компанией Audi в прошлом.

## История появления автомобиля
Разработка Audi TT началась в сентябре 1994 года в Audi Design Center в Калифорнии. Впервые TT была показана в качестве концепт-кара на Франкфуртском автосалоне в 1995. Заниматься дизайном было поручено Джею Мейсу (англ. J Mays), Фримену Томасу (англ. Freeman Thomas) и Мартину Смиту (англ. Martin Smith), разработавшим успешный дизайн интерьера. Адаптация под ранее не использовавшуюся бесшовную лазерную сварку для 1-го поколения TT задержала выпуск автомобиля.
Производство модели налажено в два этапа. На заводе в городе Ингольштадте (Германия) производятся кузова (шасси), которые затем переправляются в город Дьёр (венг. Győr) (Венгрия) на завод компании Audi Hungaria Motor Kft. На этом предприятии, где также происходит разработка и производство двигателей для автомобилей концерна Volkswagen, и завершается производственный процесс для Audi TT. Завод Audi в Дьёре мощностью 40 000 штук в год был открыт в 1992 году.
Изначально Audi не включала в список опций автоматическую коробку переключения передач. 6-ступенчатая автоматическая коробка-гидротрансформатор стала доступна в 2002 году, а DSG (S-Tronic) — позже, в 2003.

## Первое поколение
Серийный выпуск первого поколения модели начался в 1998 году, за ней последовал родстер в 1999 году. В 1998 представители Audi произвели экспериментальную серию TT (8N), у которой не было задней передачи. Это было протестом против немецкого закона, который дал разрешение немецким водителям ездить со скоростью 12 км/ч задним ходом по технической (чёрной) полосе немецких автобанов. Но так как это была экспериментальная модель, такие Audi TT были произведены всего только в количестве 320 штук.

### Дизайн
Автомобиль должен был связывать в единый образ и концепцию такие модели как : Audi Al2 1997, Audi Steppenwolf 2000, Audi Rosemeyer 2000, Audi Avantissimo 2001 и завершить стиль в единую айдентику. На стилистике дизайна TT был создан Audi RSQ в 2004.

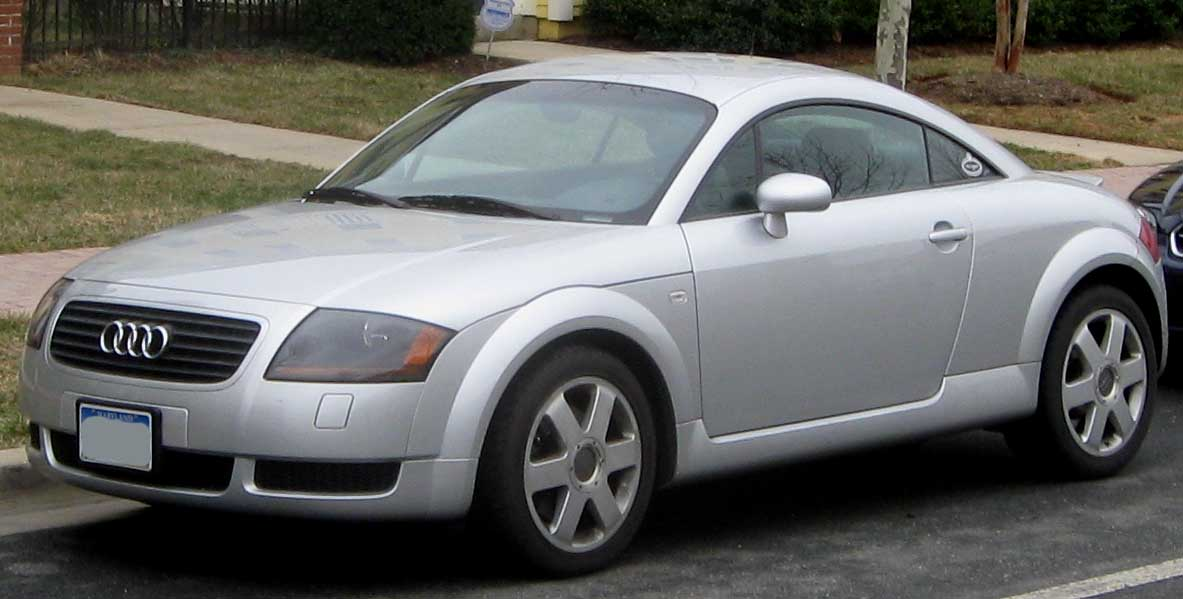
TT coupe
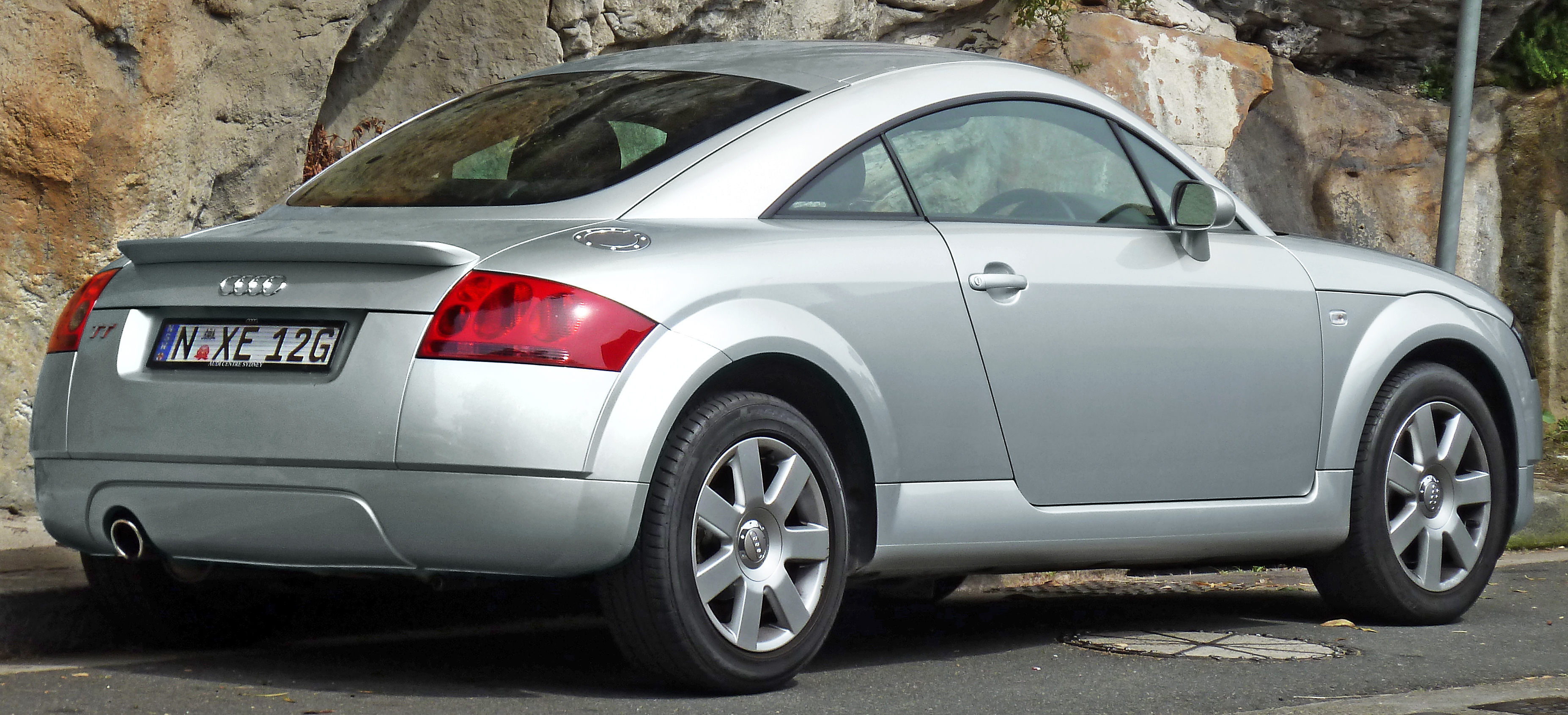
TT coupe
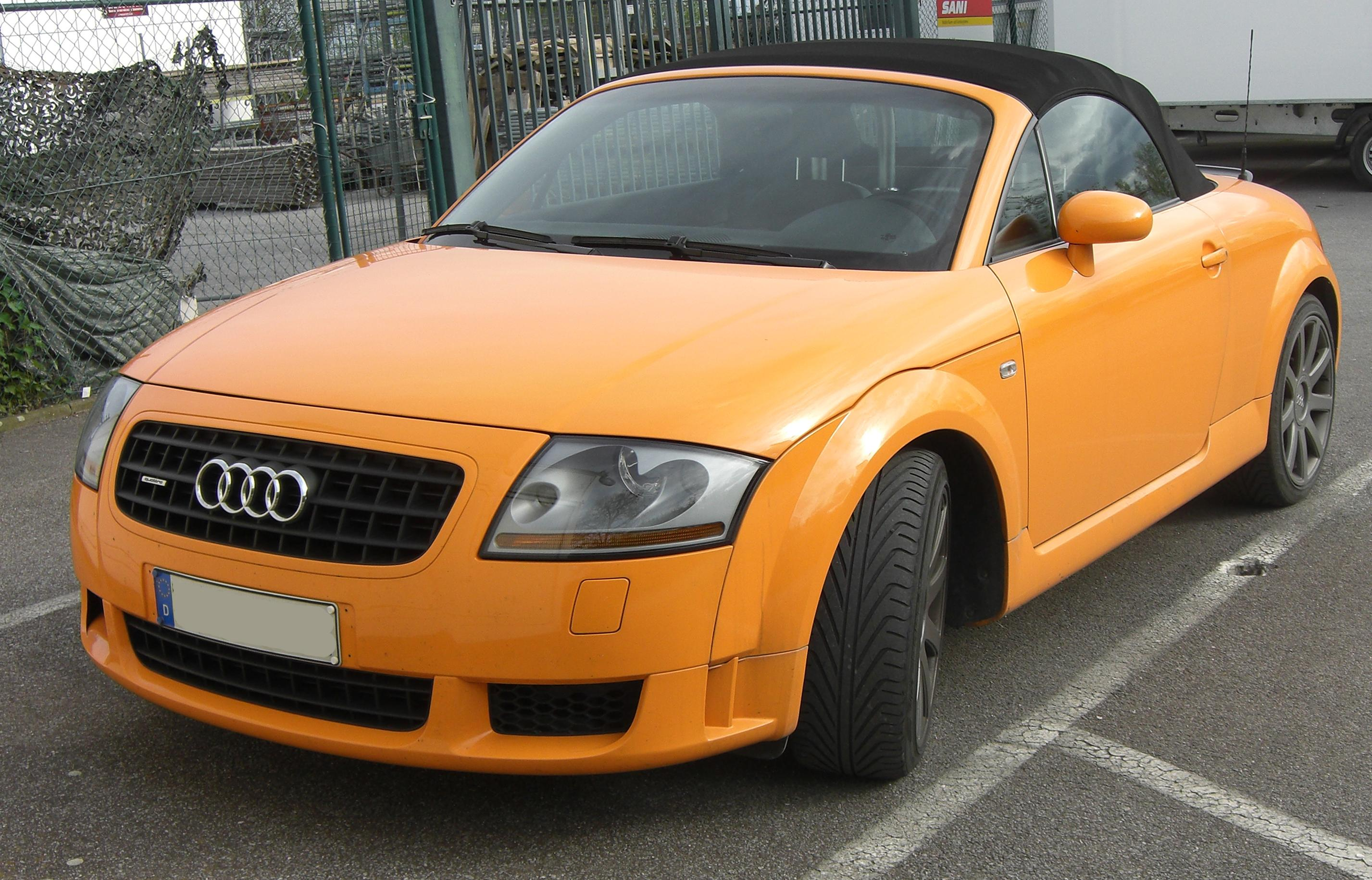
TT roadster
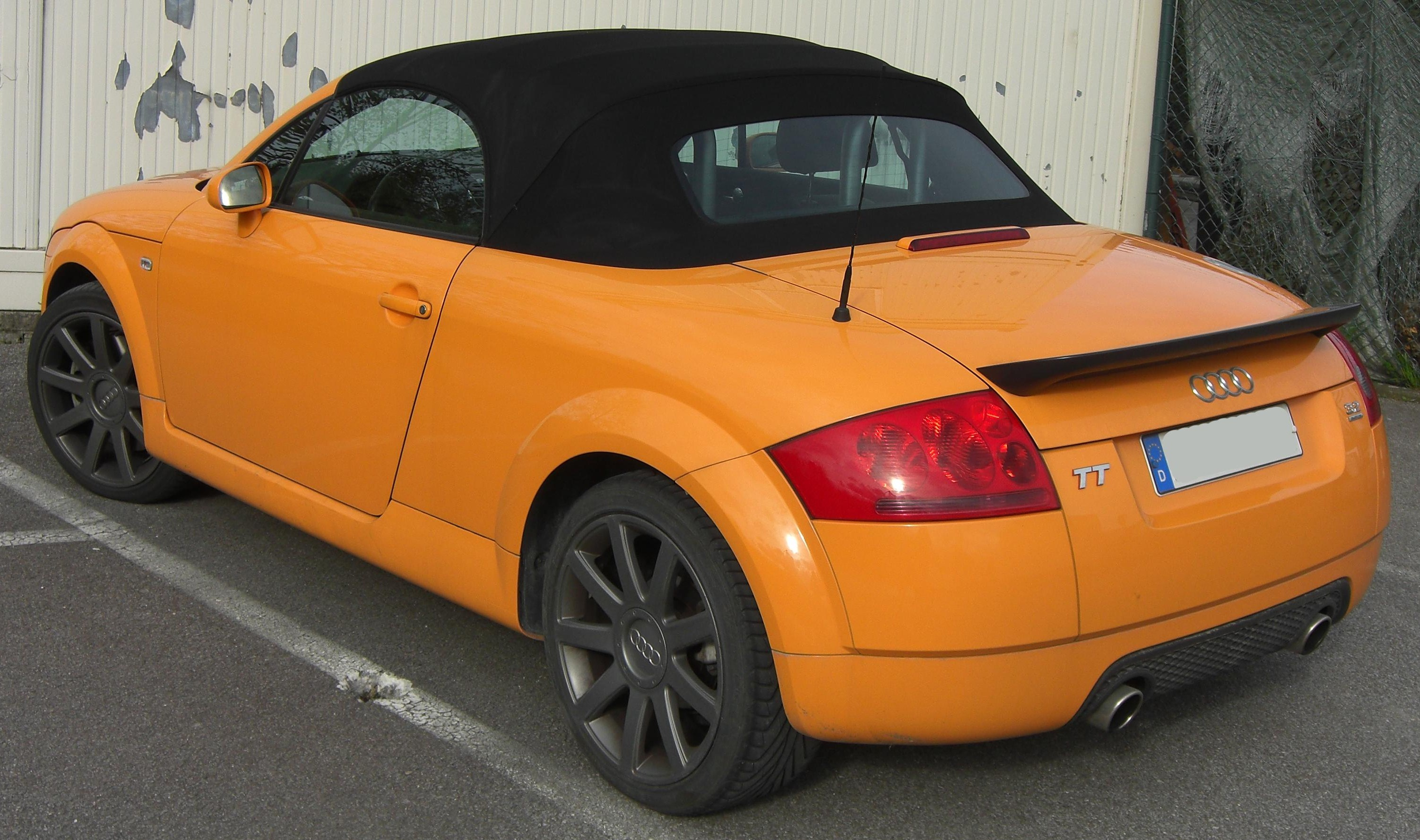
TT roadster

### Безопасность
| Euro NCAP                                             | Euro NCAP | Euro NCAP | Euro NCAP |
| ----------------------------------------------------- | --------- | --------- | --------- |
| Рейтинги                                              | Пассажир  |           | 28        |
| Рейтинги                                              | Пешеход   |           | N/A       |
| Протестированная модель: Audi TT Roadster, LHD (2003) |           |           |           |

## Второе поколение
Следующее поколение автомобиля, Audi TT Coupe (8J) было представлено в 2005 году на Токийском автосалоне. Кроме визуальных изменений экстерьера и интерьера также на этом автомобиле была впервые применена адаптивная система демпфирования Audi Magnetic Ride (предлагается в качестве опции). Кроме того, новый TT использует в развитии ASF (Audi Space Frame), комбинации материалов из алюминия и стали, что сделало автомобиль легче. В продаже также появился автомобиль с турбированным двигателем объёмом 2,0 литра (8N3, рядный, четырехцилиндровый) мощностью 147 кВт (200 л. с.) и 3,2-литровый (BHE, V-образный шестицилиндровый) мощностью 184 кВт (250 л. с.). Оба они оснащены двойным сцеплением S Tronic (ранее DSG). На базе первого весной 2008 года был представлен недавно разработанный 1,8-литровый TFSI мощностью 118 кВт (160 л. с). Также появилась модель с 2,0-литровым дизельным двигателем с 125 кВт (170 л. с.).

#### Дизайн
На основе второго поколения создан Audi Shooting Brake

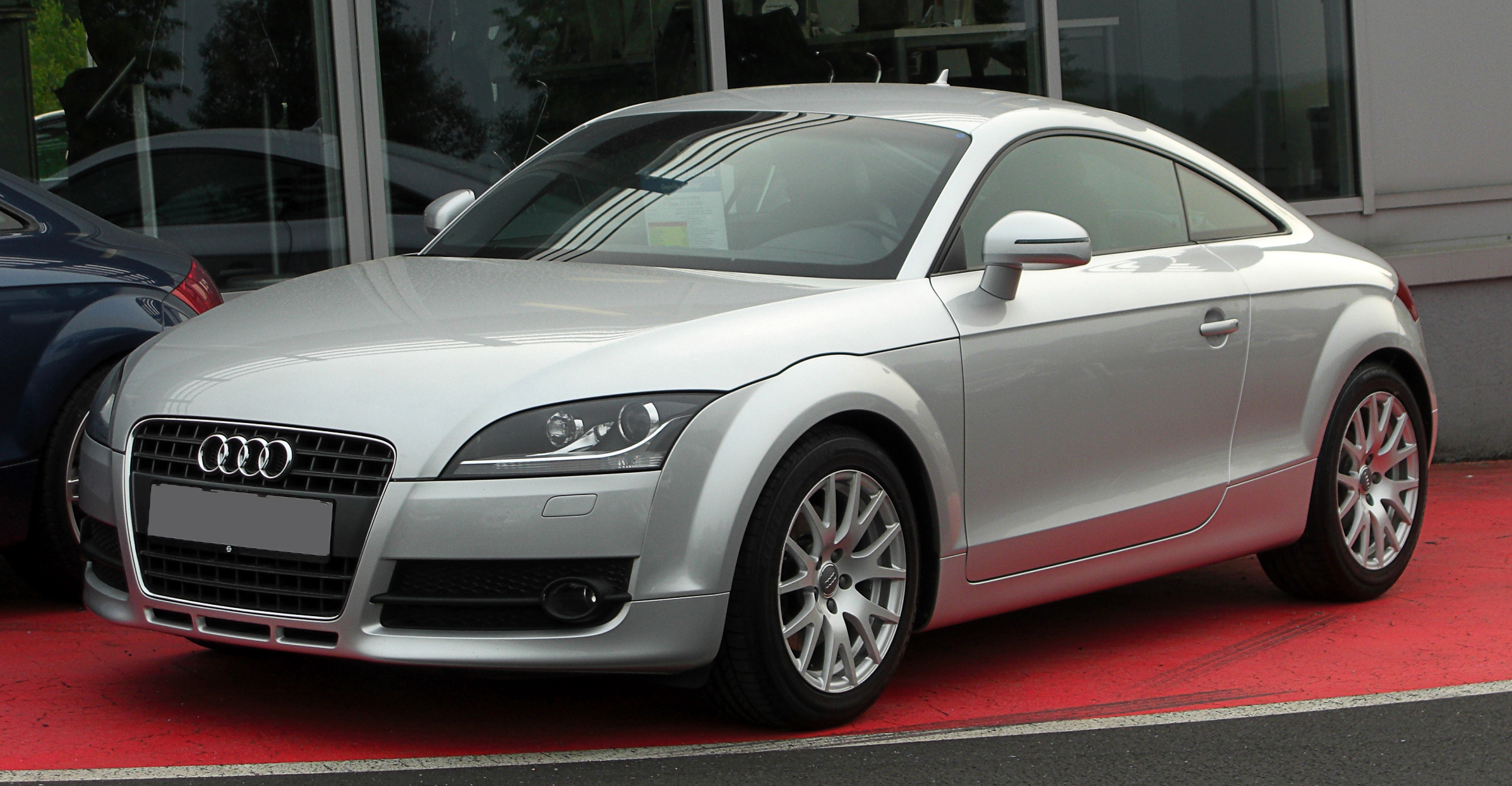
TT coupe
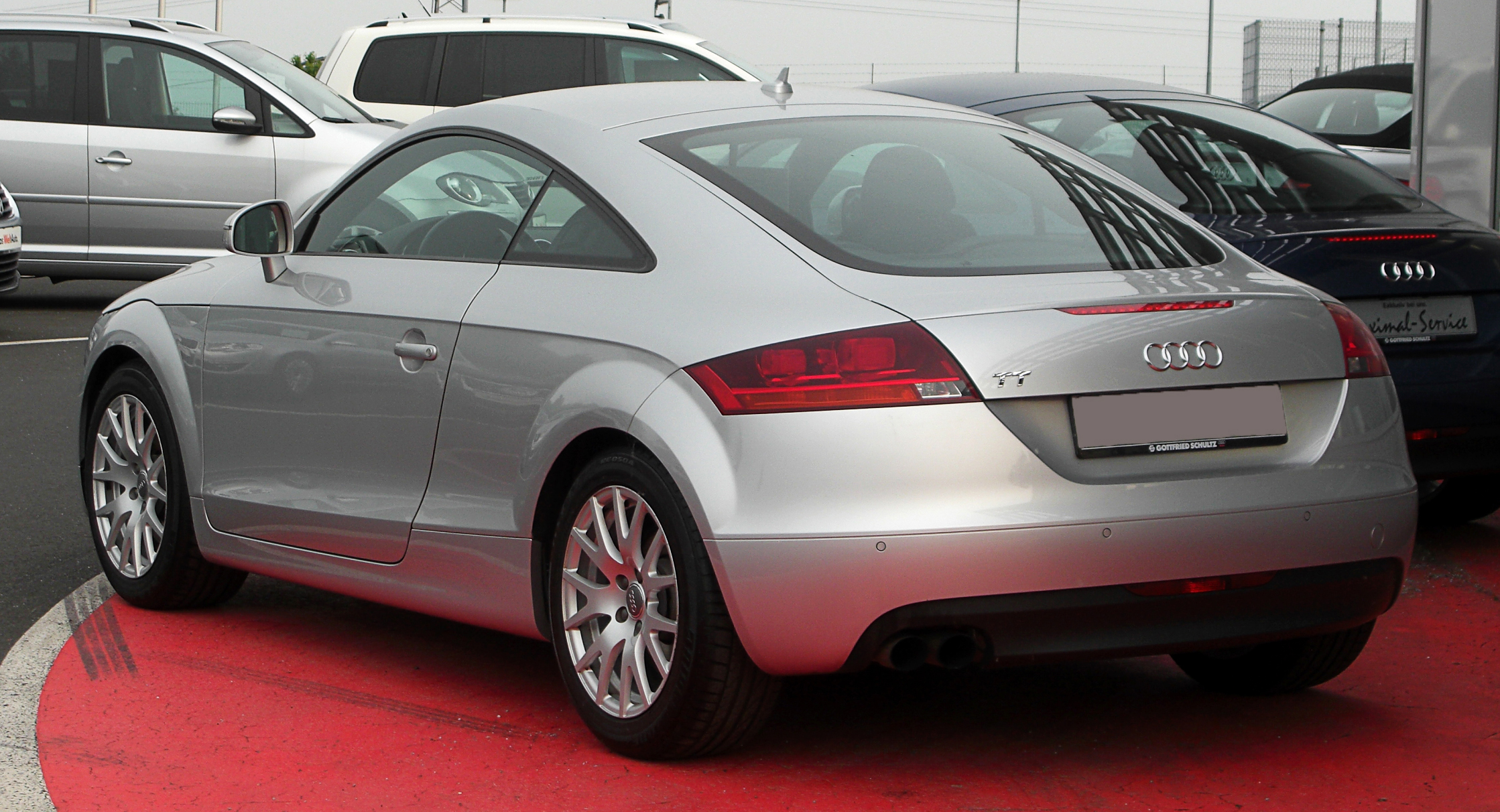
TT coupe
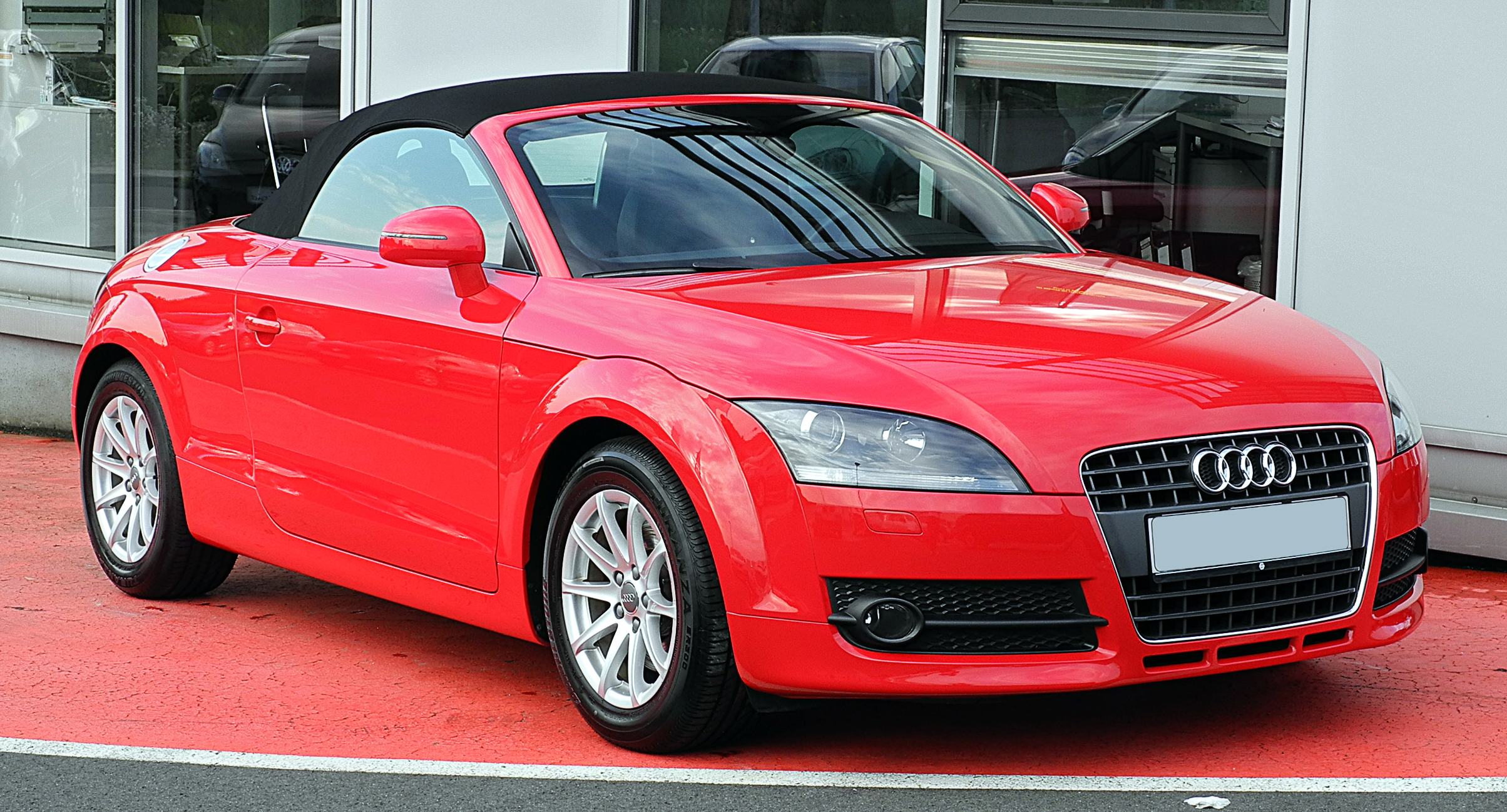
TT roadster
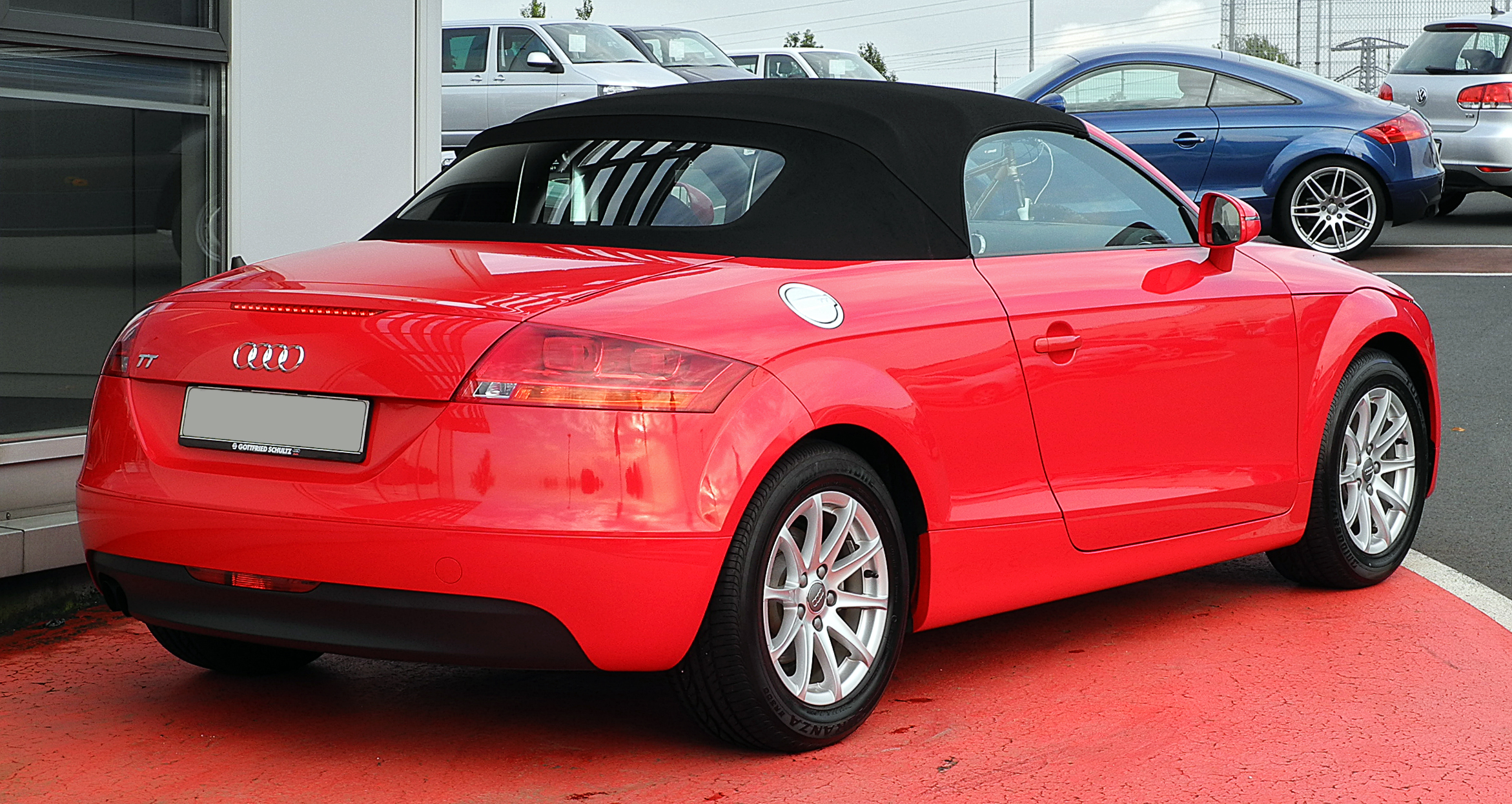
TT roadster

## Третье поколение
Audi TT (8S) дебютировал на мотор-шоу в Париже. TT Roadster 2015 будет доступен с 2,0-литровым TFSI спортивным двигателем, мощностью 230 л. с. и 350 Нм крутящего момента с системой полного привода «Quattro» в качестве стандартной опции. К большому разочарованию любителей МКПП, новый Audi TT Roadster 2015 предлагается только с шестиступенчатым «роботом» с двойным сцеплением.
В рейтинге германской «Ассоциации технического надзора» (VdTUV) Audi TT в возрастной категории «от 6 до 7 лет» занял второе место и в категории «от 8 до 9 лет» третье место по надежности среди подержанных автомобилей 2018 года.

#### Дизайн
На основе третьего поколения созданы Audi Allroad Shooting Brake 2013 , Audi TT offroad 2014, Audi TT Sportback 2014.

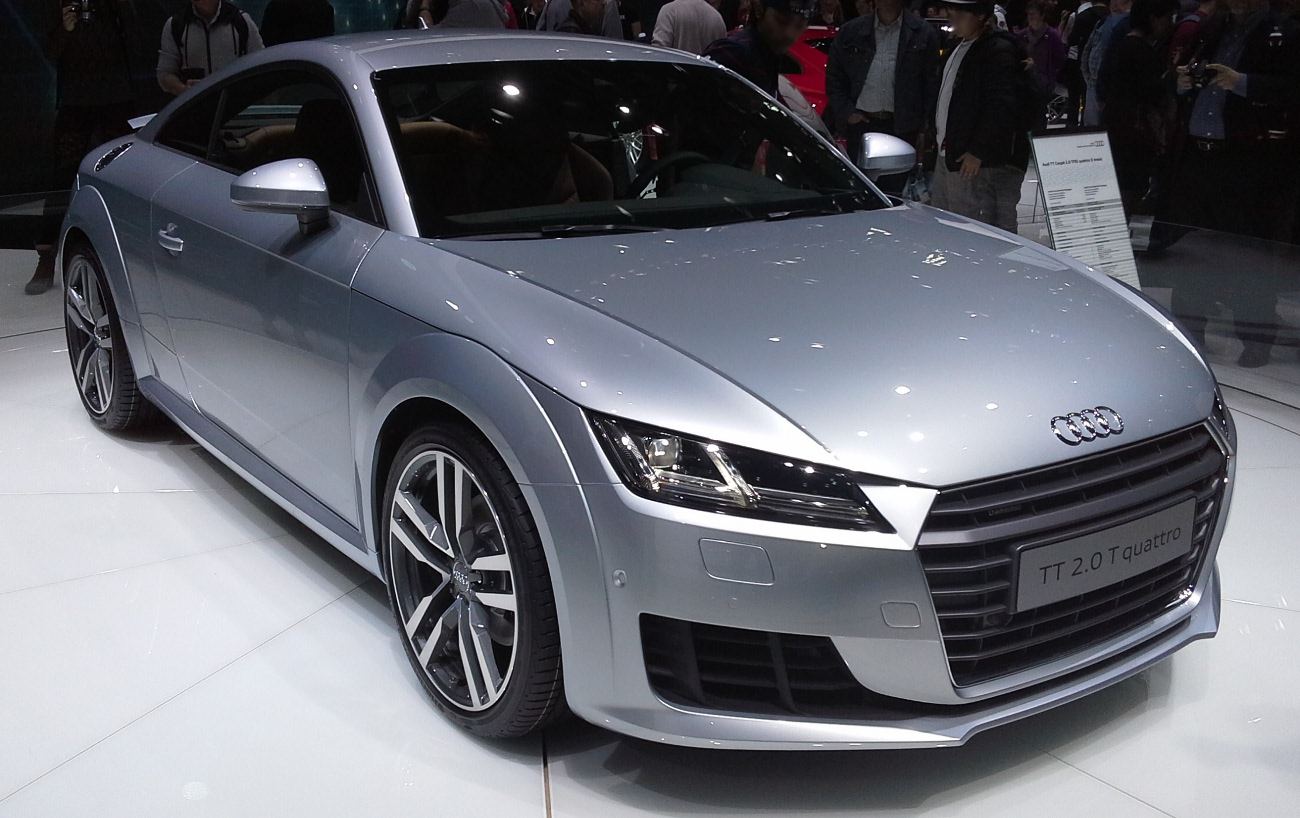
TT coupe
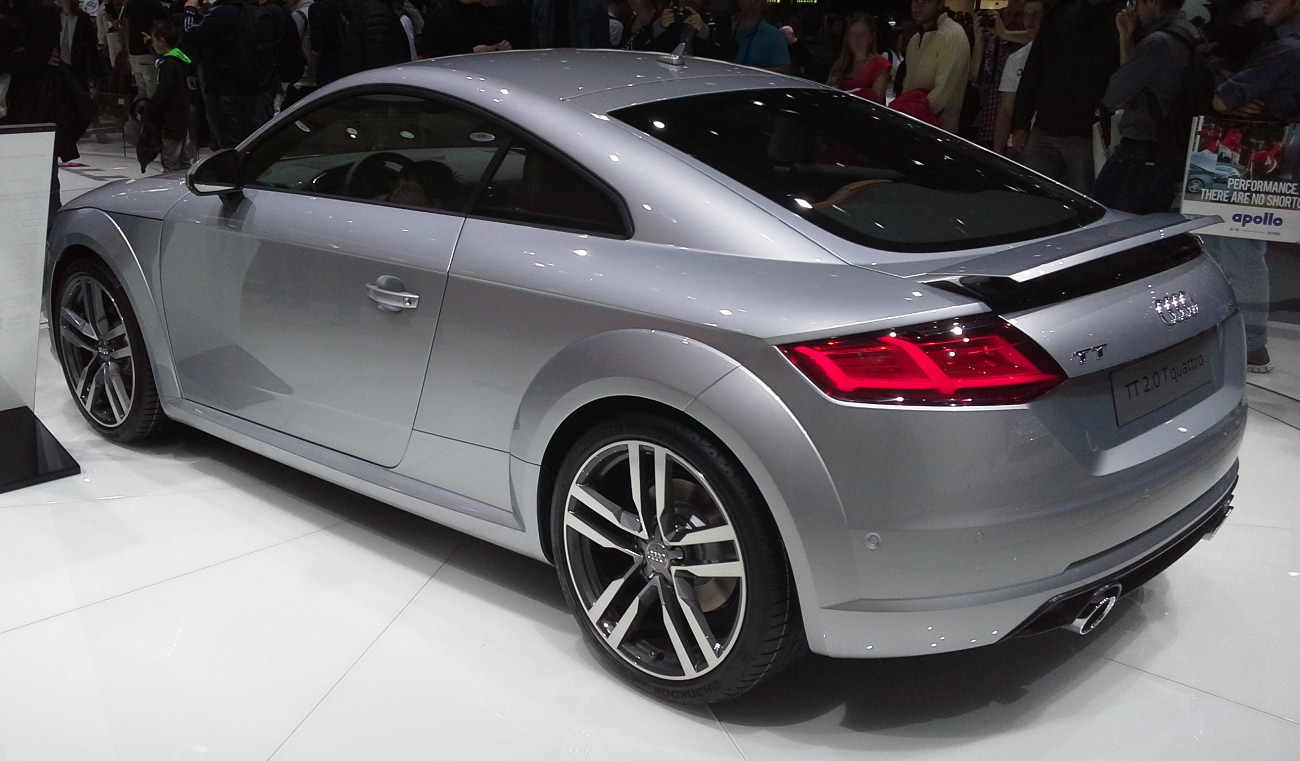
TT coupe
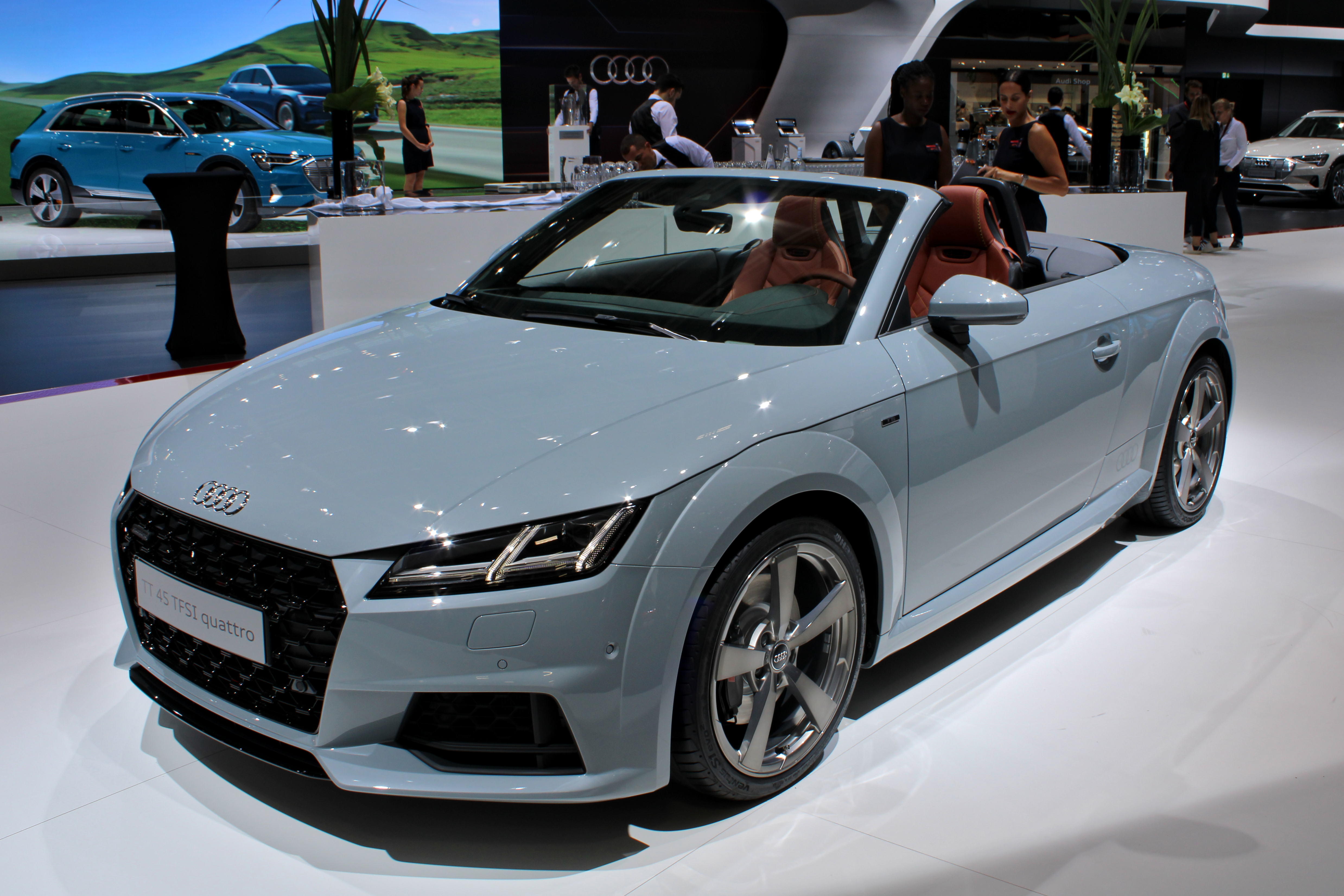
TT roadster
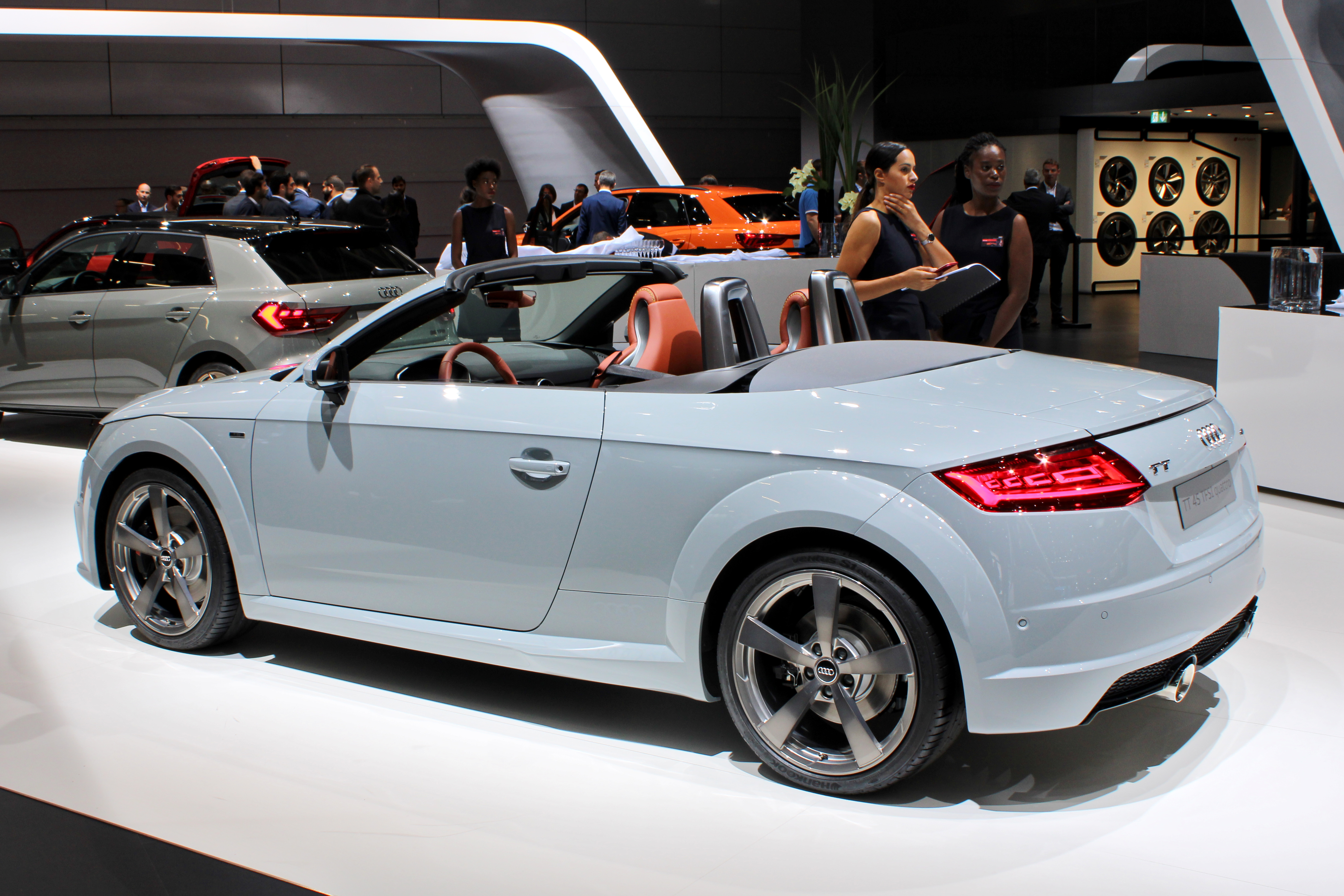
TT roadster

### Безопасность
| Euro NCAP                                                         | Euro NCAP | Euro NCAP | Euro NCAP             |
| ----------------------------------------------------------------- | --------- | --------- | --------------------- |
| · общий рейтинг                                                   |           |           |                       |
| 81%                                                               | 68%       | 82%       | 64%                   |
| взрослый пассажир                                                 | ребёнок   | пешеход   | активная безопасность |
| Протестированная модель: Audi TT 2.0TFSI 'Sport', FWD, RHD (2015) |           |           |                       |

Старшая модель Audi R8.

## См.Также
- Volkswagen Käfer
- Porsche 911
- Peugeot RCZ
- Alfa Romeo 4C
- Nissan Z350
- Toyota Celica